# ウィルヘルム・プラーゲ
ウィルヘルム・プラーゲ（Wilhelm Plage, 1888年10月8日 - 1969年6月19日）は、ドイツの外交官で、後に日本の多くの旧制高等学校でドイツ語を教えた。また欧州の楽曲について日本の放送局などに高額の使用料を請求し、プラーゲ旋風と呼ばれた。
名はヴィルヘルムと表記するほうがドイツ語の発音に近い。

## 人物・生涯
1888年（明治21年）、オーストリア＝ハンガリー帝国内のドイツ人居住地であったライヒェンベルク（現チェコ・リベレツ）で誕生。父親はプロイセン国籍の商人であった。
1908年、ベルリン大学で法律経済学と日本語を学び、1910年に日本語通訳試験に合格。1912年6月から1913年（大正2年）まで東京のドイツ大使館に、1913年から1914年8月まで長崎のドイツ領事館に勤務。ワシントンD.C.勤務や第一次世界大戦従軍（陸軍中尉）を経て、1920年には東京のドイツ大使館副領事となる。
1921年8月にドイツ外務省を退職し、1922年3月から1925年6月まで旧制松江高等学校（現島根大学）にドイツ語教師として勤務。この間、1922年6月に結婚している。
1925年にドイツに帰国、1927年（昭和2年）にハンブルク大学で博士号取得。
1928年に3度目の来日を果たし、旧制松山高等学校（現愛媛大学）に勤務。1929年4月から1931年3月は旧制第一高等学校（現東京大学）に、1930年3月から1933年12月は旧制府立高等学校（現東京都立大学）にドイツ語教師として勤務した。
1931年に欧州の著作権管理団体の委託を受け、放送局などに楽曲使用料の請求を開始。「プラーゲ旋風」と呼ばれた。1937年には著作権管理団体大日本音楽作家出版者協会を設立、山田耕筰などの著作権管理を行う。しかし、1939年に成立した著作権ニ関スル仲介業務ニ関スル法律（仲介業務法）によって著作権管理団体が許可制となり、大日本音楽作家出版者協会は許可を得られず、翌1940年10月に解散した。
1941年、奉天市（現瀋陽市）で開設した東亜コピライト事務所が仲介業務法違反で罰金600円の判決を受け、ドイツに帰国。1969年死去。

## 評価
『JASRAC80年史』によれば日本でのプラーゲは「各所で大きな混乱を招いたが、一般国民に「著作権」という言葉を浸透させた功績は大きい」。元JASRAC職員の堀之内清彦は「日本の著作権制度確立のための恩人とでもいえる存在」と評した。